# Altar Boys
Altar Boys foi uma banda de punk rock norte-americana, formada em 1982 na Califórnia.

## Discografia[2]
Álbuns de estúdio
- Altar Boys (1984)
- When You're A Rebel (1985)
- Gut Level Music (1986)
- Against the Grain (1987)
- Forever Mercy (1989)

Coletâneas
- Collection: Best of 1986-1991 (1991)
- Mercy Thoughts: Unreleased Demo/live Recordings from Mike Stand and the Altar Boys (2000)

Ao vivo
- Live At Cornerstone 2000 (2000)

EP
- Gut Level Music/Against the Grain Combo (1998)

## Membros
Ex-integrantes
- Mike Stand — vocal, guitarra
- Steve Panier — guitarra
- Jeff Crandall — bateria
- Rick Alba — baixo